# 1. Klasse Oberschlesien 1943/44
De 1. Klasse Oberschlesien 1943/44 was het derde voetbalkampioenschap van de 1. Klasse Oberschlesien, die fungeerde als tweede divisie onder de Gauliga Oberschlesien. Om oorlogsredenen werd de competitie in acht regionale groepen opgedeeld waarvan de winnaars aan een eindronde deelnamen om te promoveren. Enkel de winnaars en de uitslagen van de eindronde zijn bekend gebleven. 

## Overzicht
| Afdeling   | Groepswinnaar             | Regio                                | Aantal Teams |
| ---------- | ------------------------- | ------------------------------------ | ------------ |
| Afdeling 1 | Sportfreunde Klausber     | Gleiwitz, Hindenburg                 | 11           |
| Afdeling 2 | TuS Gieschewald           | Kattowitz, Myslowitz                 | 10           |
| Afdeling 3 | Tus Karwin                | Teschen, Bielitz, Auschwitz, Ratibor | 10           |
| Afdeling 4 | WKG Römergrube Rybnik     | Rybnik                               | 10           |
| Afdeling 5 | SV Boerschächte Kostuchna | Kattowitz, Königshütte               | 10           |
| Afdeling 6 | Reichsbahn SG Morgenroth  | Ruda O.S., Myslowitz                 | 9            |
| Afdeling 7 | TuS Scharley              | Beuthen                              | 10           |
| Afdeling 8 | Reichsbahn SG Neisse      | Oppeln, Neisse                       | 9            |

## Promotie-Eindronde

### Groep 1
| Plaats | Club                   | Wed.           | W              | G              | V              | Saldo          | Ptn            |
| ------ | ---------------------- | -------------- | -------------- | -------------- | -------------- | -------------- | -------------- |
| 1.     | WKG Römergrube Rybnik  | 4              | 3              | 0              | 1              | 04:04          | 06:02          |
| 2.     | TuS Gieschewald        | 4              | 2              | 1              | 1              | 06:06          | 05:03          |
| 3.     | TuS Karwin             | 4              | 0              | 1              | 3              | 02:02          | 01:07          |
| 4.     | Sportfreunde Klausberg | Teruggetrokken | Teruggetrokken | Teruggetrokken | Teruggetrokken | Teruggetrokken | Teruggetrokken |

|  | Promotie naar Gauliga Oberschlesien 1944/45 |

### Groep 2
| Plaats | Club                      | Wed.           | W              | G              | V              | Saldo          | Ptn            |
| ------ | ------------------------- | -------------- | -------------- | -------------- | -------------- | -------------- | -------------- |
| 1.     | TuS Scharley              | 4              | 3              | 1              | 0              | 09:03          | 07:01          |
| 2.     | SV Boerschächte Kostuchna | 2              | 0              | 1              | 1              | 01:02          | 01:03          |
| 3.     | Reichsbahn SG Neisse      | 2              | 0              | 0              | 2              | 02:07          | 00:04          |
| 4.     | Reichsbahn SG Morgenroth  | Teruggetrokken | Teruggetrokken | Teruggetrokken | Teruggetrokken | Teruggetrokken | Teruggetrokken |

|  | Promotie naar Gauliga Oberschlesien 1944/45 |